# Blackthorne
Blackthorne, distribuito anche come Blackhawk in Europa, è un videogioco a piattaforme creato dalla Blizzard Entertainment e pubblicato dalla Interplay nel 1994 per SNES e successivamente per MS-DOS, Mac OS, Sega Mega Drive 32X, PC-98 e Game Boy Advance.

## Trama
Kyle è il principe degli Androthi, una razza umana del remoto pianeta Tuul che sta per essere attaccata da una mostruosa razza guidata da Sarlac. Il re di questo mondo decide di far fuggire suo figlio tramite un incantesimo e di fargli portare insieme a lui una misteriosa pietra che sarà fondamentale per salvare il loro popolo.
Il protagonista finisce sulla Terra e qui cresce, diventando un adulto cupo e violento. Un giorno viene riportato magicamente su Tuul per compiere il suo destino e ritrova il suo regno ormai piegato in schiavitù. Kyle si troverà quindi a combattere attraverso segrete e territori desolati per distruggere gli abominevoli mostri e il loro oscuro imperatore Sarlac.

## Modalità di gioco
Si tratta di un videogioco a piattaforme a scorrimento multidirezionale, con un sistema di movimento molto simile a Prince of Persia e Flashback. I livelli sono non lineari e piuttosto intricati, con trappole e precipizi, la direzione da prendere non è ovvia ma è quasi sempre necessario esplorare tutto un livello per completarlo raggiungendo l'uscita.
Il protagonista è armato di un fucile che potrà successivamente essere potenziato. I nemici principali sono simili a orchi dotati di armi moderne, che in genere vanno sconfitti con un lungo scontro a fuoco. Infatti sia il giocatore che i nemici possono, ovunque si trovino, acquattarsi nell'ombra, mettendosi al riparo dai proiettili; mentre si è al riparo però non possono muoversi, né sparare, né ricaricare l'arma. Le armi in genere vengono ricaricate, indipendentemente dalla volontà del giocatore, dopo ogni colpo o scarica di colpi, e in quel breve momento si è vulnerabili. Uno scontro a fuoco è basato quindi sul ripararsi e sulla scelta del momento giusto per esporsi e sparare.
Si ha la possibilità di accumulare oggetti in un inventario, spesso sottratti a guardie uccise, per risolvere i vari enigmi di cui il gioco è disseminato. Un oggetto importante ad esempio è la granata-vespa che, una volta attivata, vola e può essere guidata dal giocatore e fatta esplodere in punti altrimenti irraggiungibili, per eliminare un nemico ben piazzato o distruggere un'apparecchiatura che tiene chiuso un passaggio. Altri oggetti sono granate fluttuanti, chiavi per attivare i ponti retraibili, elevatori portatili, pozioni per ricaricare l'energia vitale.
Ad aiutare il giocatore, ci sono alcuni schiavi Androthi con cui l'eroe può interagire per scoprire varie informazioni riguardo alla risoluzione dei passaggi, trappole o misteri circa la trama, e ottenere oggetti. Gli schiavi possono però essere accidentalmente uccisi negli scontri a fuoco.
Blackthorne è un titolo piuttosto brutale e sanguinolento, per cui alcuni elementi di violenza vennero rimossi dalla versione SNES su richiesta della Nintendo, ma riapparvero in successive conversioni.